# Шеста београдска гимназија
Шеста београдска гимназија је средња школа која се налази у улици Милана Ракића, на територији Градске Општине Звездара, у делу града познатом као Лион. Основана је 28. октобра 1933. године као „Непотпуна мушка реална гимназија“ са седиштем у улици Војводе Драгомира, а две године касније пресељена је у Булевар Краља Александра 77. Камен темељац за зграду у којој се данас налази положен је 14. маја 1939. године, већ у октобру је била под кровом. Изградња је завршена 1942. године.
Школа је 2013. године свечано прославила 80 година постојања.

## Називи школе кроз историју
- Шеста државна непотпуна мушка реална гимназија у Београду (1933—1935)
- Шеста државна потпуна мушка реална гимназија у Београду (1935—1945)
- Шеста мушка потпуна гимназија (1945—1953)
- Девета београдска гимназија (1953—1958)
- Шеста београдска гимназија (1953—1958)
- Школски центар за усмерено образовање "Звездара" (1979-1990)
- Шеста београдска гимназија (од 1990)

## На почетку[7]
Указом краља Александра Првог од 28. октобра 1933. године настала је Шеста непотпуна мушка реална гимназија у Београду. Од тада, до данас „Шеста“, по чему је најпрепознатљивија. Краљевим указом за директора је именован Станислав Н. Вулић. Наставни кадар чинили су професори који су постављени премештањем из других места или допуњавали фонд из других гимназија. Иако је била мушка гимназија по оснивању, ипак је имала и женска одељења (прве године уписано је  четири мушких и исто толико женских одељења). Школа је усељена 5. децембра 1933. године у зграду у улици Војводе Драгомира број 5. Опремљеност за наставу је била задовољавајућа. Школска библиотека имала је 200 књига. Школски фонд и Фонд за здравствену заштиту ученика служили су за помоћ најсиромашнијим ученицима. У школи су се поред државних празника прослављали и верски празници. Ученици су били присутни у свим таквим манифестацијама у граду. Значајан траг оставила је књижевна дружина „Полет“ и ђачко удружење „Горштак“ који су деловали у школи.   Надзор над радом школе вршило је Министарство просвете. 
У првим годинама постојања школе приметан је био велики број ученика по одељењима, па је гимназија 1936. године пресељена у улицу Краља Александра 77 ( то је на месту данашње зграде Општине Звездара). Број одељења достигао је број 40. То је био повод да се подигне нова школска зграда. 
Полажући повељу у темеље зграде тадашњи директор Вулић је истакао  СВЕТЛОСТ, ЉУБАВ и ЖИВОТ као водиље у будућем раду гимназије. То је било 14. маја 1939. године у улици Јована Петковића број 9. у 9 сати пре подне. Зграда је требало да буде велика грађевина. Предвиђено је да има приземље и два спрата, да располаже учионицама и кабинетима, канцеларијама и две велике дворане. Земљиште на тзв. Брунцлиховом имању уступила је општина града Београда. Пројектант је био архитекта Зрнић. Преко пута се налазила циглана, чије су рушевине уклоњене на пролеће 1947. и уређен парк.

## У рату
Други светски рат је у Југославији почео бомбардовањем Београда. Немачка војска је ушла у град 12. априла 1941. године. У ратним условима организована је настава у гимназији. Настава се одвијала у згради Основне школе „Цар Душан“, а потом у Средњој грађевинској школи. Гимназија је делила судбину окупираног града. Нередовна и скраћена настава, радна обавеза на земљи коју су школе добиле на обраду због лакшег прихрањивања становништва, али и забавни живот уз школски оркестар који је формиран јесте рад Гимназије под окупацијом. После савезничког бомбардовања Београда, Гимназија је наставила свој рад у Малом Мокром Лугу, потом у Миријеву. Због недостатка школског простора, настава се често одвијала и на отвореном простору. Потом је школа враћена на стару адресу у улици Војводе Драгомира број 5. Матичну зграду Гимназије све време рата користио је окупатор.

## У социјалистичкој Југославији
По ослобођењу велики проблем за организовање наставе био је велики број ученика и недовољан простор за рад. Тако је од дела ученика Шесте настала Трећа непотпуна мешовита гимназија. Ученици су са наставницима учествовали у свим приредбама и манифестацијама које је организовала нова просветна влас. Одмах после рата прослављен је и Дан Светог Саве на веома свечан начин. А онда дуги низ година овај Дан се није прослављао. Велика пажња је посвећивана идеолошком раду са ученицима. Почињу да делује пионирска и омладинска организација, синдикална подружница, научне групе, дебатни клубови, секције и књижевна друштва. У згради су постојале три гимназије: Шеста мушка, Трећа женска и Трећа мешовита београдска гимназија. То је била велика концентрација школске омладине ( 3.812 ученика). политичке прилике у земљи одражавале су се и на садржај наставног процеса. Стално се радило на побољшавању наставних средстава и набавци учила за рад. Ученици и наставници су временом били заокупљени школским питањима наставе и дисциплине, која није увек била примерна. Почеле су да се реализују екскурзије по читавој држави. То је било значајно како би се после рата развио нови однос школске омладине према политичком систему.
Реформа гимназија уследила је 1953. године. Тада је створена мешовита гимназија под називом Девета београдска гимназија. Под истим кровом радила је и Седма београдска гимназија. Ове две школе спојене су у Шесту београдску гимназију новом реорганизацијом 1958. године. Под овим називом она постоји до данас. У међувремену некадашња Четврта мушка понела је назив Шесте (само до 1958).
Друга половина 20. века протекла је у афирмацији школе. Она је постигла значајне резултате на бројним такмичењима, а њени ученици постајали су временом познате јавне личности. Школа је неколико пута реновирана. Опремљеност школе наставним средствима је увек била завидна. Повећавао се фонд библиотеке, а у згради је радила и Библиотекарска школа (једина у то време у читавој држави). Посебно се истицао Боривоје Стојковић као професор српскохрватског језика и књижевности, али и драмски педагог који је значајан за појаву младих глумаца, који ће касније својим радом постати веома познати драмски уметници у земљи. Он је био и покретач ђачких листова „Смотра“ и „Београдски гимназијалац“. У школи је дуги низ година (25 година) постојао Вајарски атеље који је најпре водио вајар Драгутин Спасић, а потом мр Момчило Крковић. Успостављена је сарадња са Шестом загребачком и Шестом љубљанском гимназијом. Ученици и наставници су сваке године били домаћини, али и посећивали ове школе. Гимназију су у више наврата обилазиле стране делегације ученика и наставника. У време директорско мандата Теодора Опалића подигнут је Споменик палим ученицима у НОБ-у испред школе, а у холу школе постављена је спомен плоча.
Крајем седамдесетих година 20. века започета је реформа увођењем програма усмереног образовања. Поред редовне наставе то је подразумевало производни и друштвенокористан рад за све ученике. У школи су биле заступљене две струке образовања: култура и јавно информисање и математичко-техничка струка. Ученици су се школовали за следећа занимања: књижар и књижничар и математичко-технички сарадник и програмер. Гимназија је спојена са Библиотекарском школом и формиран је Центар за усмерено образовање „Звездара“. То је значило гашење гимназија. Школа је променила назив, али је задржала традицију „Шесте“. Готово сви ученици са територије општине Звездара уписивали су ову школу.
Школа је више пута награђивана за свој рад и постигнуте резултате од Општине Звездара  и Града Београда, Просветно-педагошког завода и Секретаријата за просвету. Добила је Орден заслуга за народ и Октобарску награду „Доситеј Обрадовић“

## Повратак гимназије
Гимназије су у образовни систем Републике Србије враћене почетком последње деценије 20. века, а са тим само је оживео стари назив: Шеста београдска гимназија.
Током те деценије директор школе био је Блажо Благојевић, професор социологије. Школа је радила у две смене са укупно 36 одељење, у којима је било више од 30 ученика.
Догађаји који су обележили рад гимназије током деведесетих година двадесетог века био је пожар у канцеларији директора 1994. године, када је изгорела вредна документација и прекид наставе због бомбардовања земље 1999. године.
Током овог периода библиотека је са другог спрата из безбедносних разлога (опасност од пропадања старог пода под тежином полица са књигама) пресељена у приземље, где је раније био вајарски атеље.

## Гимназија данас
Школу похађа 1135 ученика распоређен у 39 одељења природно-математичког, друштвено-језичког и смера за ученике са посебним способностима за рачунарство и информатику. Школа има 110 запослених, од чега 86 наставника.
Настава је кабинетског типа и евидентира се у електронским дневницима. Школа је опремљена интернетом, рачунарима и видео пројекторима или телевизорима у свим кабинетима. Располаже пространим унутрашњим двориштем, малом спортском салом, свечаном салом са бином и више од 300 столица и конференцијском салом са 60 места. Дан школе се обележава 28. октобра.
Функцију директора од октобра 2011. године до 25. октобра 2020. године обављао је Раде Зејак, професор музичке културе. У том периоду у школа је прешла на кабинетску наставу, кабинети су опремљени компјутером, интернетом, пројекторима/телевизорима и отворена је конференцијска сала. Покренута је манифестација Дани патријарха Павла, остварена сарадња са гимназијама из главних градова земаља бивше Југославије, српским гимназијама из дијаспоре (Темишвар и Будимпешта) и школом из Кине.
Вршилац дужности директора од 6. новембра 2020. године био је Радисав Милић, професор југословенске књижевности и српског језика, који је 2021. године и званично именован за директора. У новембру 2023. године просветна инспекција, након утврђених незаконитости у његовом раду, предложила je министарству разрешење директора Милића, а министарство просвете га је разрешило дужности 3. априла 2024. године и за вршитељку дужности директора именована је професорка математике Маја Гавриловић. Почетком октобра 2024. године Маја Гавриловић је именована за директора.

## Познати ученици
- Патријарх српски Павле (ванредни ученик 1938–1942)
- Драган Бјелогрлић, глумац, редитељ, продуцент
- Михаило Вукобратовић, редитељ (матура 1971. године)
- Иван Бекјарев, глумац (генерација 1960–1964)
- Снежана Савић, глумица (матура 1972. године)
- Ружица Сокић, глумица
- Рада Ђуричин, глумица
- Јелица Сретеновић, глумица
- Милан Цаци Михаиловић, глумац (матура 1967. године)
- Ненад Ћирић, глумац
- Зоран Ђорђевић, политичар, министар одбране, министар рада, запошљавања, борачких и социјалних питања, генерални директор ЈП Пошта Србије
- Дејан Цукић, музичар (матура 1978. године)
- Звонимир Ђукић, музичар
- Никола Селаковић, политичар, министар спољних послова Републике Србије, министар правде Републике Србије (2012–2016)
- Драган Шутановац, политичар, министар одбране Републике Србије (2007–2012)
- Дејан Анђус, новинар
- Небојша Илић, кошаркаш
- Вук Росандић, музичар
- Чедомир Антић, историчар
- Александар Боричић, председник Светске одбојкашке федерације
- Милан Живадиновић, селектор фудбалске репрезентације СР Југославије
- Небојша Илић, кошаркаш
- Никола Јакшић, ватерполиста, репрезентативац Србије (генерација 2011–2015)
- Александар Гајшек, новинар
- Уликс Фехмију, глумац
- Владимир Обрадовић, политичар
- Драгољуб "Мићко" Љубичић, хумориста, сатиричар, глумац и музичар
- Миодраг Мајић, судија и писац